# Wybory w 2018
Wybory w 2018 – lista wyborów i referendów na szczeblu krajowym, które zaplanowane zostały na 2018 rok w suwerennych państwach (de iure bądź de facto) i ich terytoriach zależnych.
| Data             | Kraj                | Kontynent           | Wybory | Dodatkowe informacje | Źródło               |
| ---------------- | ------------------- | ------------------- | --- | --- | -------------------- |
| 12 i 13 stycznia | Czechy              | Europa              | Wybory prezydenckie w Czechach w 2018 roku (I tura)                                                              | Wybory nierozstrzygnięte; do II tury przechodzą Jiří Drahoš i Miloš Zeman                                                                                       | [ 1 ]                |
| 26 i 27 stycznia | Czechy              | Europa              | Wybory prezydenckie w Czechach w 2018 roku (II tura)                                                             | Zwycięstwo Miloša Zemana | [ 2 ]                |
| 28 stycznia      | Finlandia           | Europa              | Wybory prezydenckie w Finlandii w 2018 roku                                                                      | Zwycięstwo Sauli Niinistö | [ 3 ] [ 4 ]          |
| 28 stycznia      | Cypr                | Europa              | Wybory prezydenckie na Cyprze w 2018 roku (I tura)                                                               | Wybory nierozstrzygnięte; do II tury przechodzą Nikos Anastasiadis i Stawros Malas                                                                              | [ 5 ] [ 6 ]          |
| 4 lutego         | Cypr                | Europa              | Wybory prezydenckie na Cyprze w 2018 roku (II tura)                                                              | Zwycięstwo Nikosa Anastasiadisa | [ 7 ]                |
| 4 lutego         | Kostaryka           | Ameryka Środkowa    | Wybory powszechne w Kostaryce w 2018 roku                                                                        | zwycięstwo Partii Wyzwolenia Narodowego. Wybory prezydenckie nie zostały rozstrzygnięte; do drugiej tury przechodzą Carlos Alvarado Quesada i Fabricio Alvarado |                      |
| 8 lutego         | Nepal               | Azja                | Wybory parlamentarne do Zgromadzenia Narodowego w Nepalu w 2018 roku                                             | Zwycięstwo Komunistycznej Partia Nepalu |                      |
| 11 lutego        | Monako              | Europa              | Wybory parlamentarne w Monako w 2018 roku                                                                        | Zwycięstwo Po pierwsze! Priorytet Monako |                      |
| 23 lutego        | Dżibuti             | Afryka              | Wybory parlamentarne w Dżibuti w 2018 roku                                                                       | Zwycięstwo UMP |                      |
| 4 marca          | Włochy              | Europa              | Wybory parlamentarne we Włoszech w 2018 roku                                                                     | Zwycięstwo Koalicji Centroprawicowej | [ 8 ]                |
| 4 marca          | Salwador            | Ameryka Południowa  | Wybory parlamentarne w Salwadorze w 2018 roku                                                                    | | [ 9 ]                |
| 7 marca          | Sierra Leone        | Afryka              | Wybory powszechne w Sierra Leone w 2018 roku                                                                     | |                      |
| 11 marca         | Kolumbia            | Ameryka Południowa  | Wybory parlamentarne w Kolumbii w 2018 roku                                                                      | |                      |
| 11 marca         | Kuba                | Ameryka Środkowa    | Wybory parlamentarne na Kubie w 2018 roku                                                                        | | [ 10 ]               |
| 13 marca         | Grenada             | Ameryka Północna    | Wybory parlamentarne w Grenadzie w 2018 roku                                                                     | Zwycięstwo Nowej Partii Narodowej (NPN) |                      |
| 18 marca         | Rosja               | Europa i Azja       | Wybory prezydenckie w Rosji w 2018 roku                                                                          | Zwycięstwo Władimira Putina | [ 11 ]               |
| 19 marca         | Kuba                | Ameryka Środkowa    | Wybory prezydenckie na Kubie w 2018 roku                                                                         | Zwycięstwo Miguela Díaz-Canel | [ 12 ]               |
| 21 marca         | Antigua i Barbuda   | Karaiby             | Wybory parlamentarne w Antigui i Barbudzie w 2018 roku                                                           | | [ 13 ]               |
| 25 marca         | Turkmenistan        | Azja                | Wybory prezydenckie w Turkmenistanie w 2018 roku                                                                 | |                      |
| 26–28 marca      | Egipt               | Afryka              | Wybory prezydenckie w Egipcie w 2018 roku                                                                        | Zwycięstwo Abd al-Fattaha as-Sisi | [ 14 ]               |
| 31 marca         | Sierra Leone        | Afryka              | Wybory prezydenckie w Sierra Leone w 2018 roku (II tura)                                                         | |                      |
| 1 kwietnia       | Kostaryka           | Ameryka Środkowa    | Wybory prezydenckie w Kostaryce w 2018 roku (II tura)                                                            | Zwycięstwo Carlosa Alvarado Quesada | [ 15 ]               |
| 8 kwietnia       | Węgry               | Europa              | Wybory parlamentarne na Węgrzech w 2018 roku                                                                     | Zwycięstwo koalicji Fidesz – KDNP | [ 16 ] [ 17 ] [ 18 ] |
| 11 kwietnia      | Azerbejdżan         | Azja                | Wybory prezydenckie w Azerbejdżanie w 2018 roku                                                                  | Zwycięstwo İlham Əliyev | [ 19 ]               |
| 15 kwietnia      | Czarnogóra          | Europa              | Wybory prezydenckie w Czarnogórze w 2018 roku                                                                    | Zwycięstwo Milo Đukanović | [ 20 ] [ 21 ]        |
| 20 kwietnia      | Bhutan              | Azja                | Wybory do Rady Narodowej w Bhutanie w 2018 roku                                                                  | | [ 20 ]               |
| 22 kwietnia      | Paragwaj            | Ameryka Południowa  | Wybory generalne w Paragwaju w 2018 roku                                                                         | | [ 22 ]               |
| 22 kwietnia      | Polinezja Francuska | Australia i Oceania | Wybory parlamentarne w Polinezji Francuskiej w 2018 roku (I tura)                                                | |                      |
| 24 kwietnia      | Grenlandia          | Ameryka Północna    | Wybory parlamentarne na Grenlandii w 2018 roku                                                                   | Zwycięstwo Siumut | [ 23 ]               |
| 6 maja           | Liban               | Azja                | Wybory parlamentarne w Libanie w 2018 roku                                                                       | |                      |
| 9 maja           | Malezja             | Azja                | Wybory generalne w Malezji w 2018 roku                                                                           | |                      |
| 12 maja          | Timor Wschodni      | Azja                | Wybory parlamentarne w Timorze Wschodnim w 2018 roku                                                             | |                      |
| 12 maja          | Irak                | Azja                | Wybory parlamentarne w Iraku w 2018 roku                                                                         | |                      |
| 17 maja          | Burundi             | Afryka              | Referendum Konstytucyjne w Burundi w 2018 roku                                                                   | |                      |
| 20 maja          | Wenezuela           | Ameryka Południowa  | Wybory prezydenckie w Wenezueli w 2018 roku                                                                      | Zwycięstwo Nicolása Maduro – wybory nie uznane | [ 24 ] [ 25 ]        |
| 24 maja          | Barbados            | Ameryka Północna    | Wybory parlamentarne na Barbadosie w 2018 roku                                                                   | Zwycięstwo Partii Pracy Barbadosu |                      |
| 25 maja          | Irlandia            | Europa              | Referendum w Irlandii w 2018 roku                                                                                | 66,4% głosujących opowiedziało się za legalizacją prawa do aborcji                                                                                              | [ 26 ] [ 27 ]        |
| 27 maja          | Kolumbia            | Ameryka Południowa  | Wybory prezydenckie w Kolumbii w 2018 roku (I tura)                                                              | | [ 28 ]               |
| 3 czerwca        | Słowenia            | Europa              | Wybory parlamentarne w Słowenii w 2018 roku                                                                      | Zwycięstwo Słoweńskiej Partii Demokratycznej | [ 29 ]               |
| 10 czerwca       | Rumunia             | Europa              | Referendum w Rumunii w 2018 roku                                                                                 | |                      |
| 24 czerwca       | Turcja              | Azja                | Wybory powszechne w Turcji w 2018 roku                                                                           | Prezydentem został Recep Tayyip Erdoğan, a wybory parlamentarne wygrała Partia Sprawiedliwości i Rozwoju                                                        | [ 30 ]               |
| 1 lipca          | Meksyk              | Ameryka Północna    | Wybory prezydenckie w Meksyku w 2018 roku                                                                        | | [ 31 ]               |
| 7 lipca          | Afganistan          | Azja                | Wybory parlamentarne w Afganistanie w 2018 roku                                                                  | |                      |
| 9 września       | Szwecja             | Europa              | Wybory parlamentarne w Szwecji w 2018 roku                                                                       | Zwycięstwo Szwedzkiej Socjaldemokratycznej Partii Robotniczej                                                                                                   | [ 32 ]               |
| 6 października   | Łotwa               | Europa              | Wybory parlamentarne na Łotwie w 2018 roku                                                                       | Zwycięstwo Socjaldemokratycznej Partii „Zgoda” | [ 33 ]               |
| 7 października   | Brazylia            | Ameryka Południowa  | Wybory prezydenckie w Brazylii w 2018 roku (I tura)                                                              | wybory nierozstrzygnięte: do drugiej tury przechodzą Jair Bolsonaro i Fernando Haddad                                                                           |                      |
| 21 października  | Polska              | Europa              | Wybory samorządowe w Polsce w 2018 roku                                                                          | | [ 34 ]               |
| 26 października  | Irlandia            | Europa              | Wybory prezydenckie w Irlandii w 2018 roku                                                                       | Zwycięstwo Michaela D. Higgins’a |                      |
| 28 października  | Gruzja              | Europa i Azja       | Wybory prezydencie w Gruzji w 2018 roku                                                                          | Zwycięstwo Salome Zurabiszwili | [ 35 ]               |
| 28 października  | Brazylia            | Ameryka Południowa  | Wybory prezydenckie w Brazylii w 2018 roku (I tura)                                                              | Zwycięstwo Jaira Bolsonaro |                      |
| 6 listopada      | Stany Zjednoczone   | Ameryka Północna    | Wybory do Senatu Stanów Zjednoczonych w 2018 roku Wybory do Izby Reprezentantów Stanów Zjednoczonych w 2018 roku | W Senacie Partia Republikańska umocniła swoją większość, a w Izbie Reprezentantów Partia Demokratyczna przejęła władze                                          | [ 36 ]               |
| 20 grudnia       | Togo                | Afryka              | Wybory parlamentarne w Togo w 2018 roku                                                                          | Zwycięstwo Unii na rzecz Republiki | [ 37 ]               |
| 30 grudnia       | Bangladesz          | Azja                | Wybory parlamentarne w Bangladeszu w 2018 roku                                                                   | Zwycięstwo Partii Liga Ludowa | [ 38 ]               |